# Tang Loekoe
Tang Loekoe, vertaald: blijf kijken, is een eiland in de Boven-Surinamerivier in het district Sipaliwini in Suriname. Het ligt tussen het dorp Gunsi aan de rivier en de eilanden Anaula en Kninipaati in de rivier. Tang Luku is iets kleiner dan Kninipaati, en de stroomversnelling Ferulasi. Stroomopwaarts bevinden zich Nieuw-Aurora en de landingsbaan van Ladouanie. 
Nabij bevindt zich de stroomversnelling Felulasivallen. Op het eiland bevindt zich het Tang Luku Eco-resort; het is een van de oudste vakantieresorts in de regio.